# Lesní Hluboké
Lesní Hluboké (en allemand : Hluboky) est une commune du district de Brno-Campagne, dans la région de Moravie-du-Sud, en République tchèque. Sa population s'élevait à 276 habitants en 2020.

## Géographie
Lesní Hluboké se trouve à 7 km à l'est-sud-est de Velká Bíteš, à 24 km à l'ouest-nord-ouest de Brno et à 162 km au sud-est de Prague.
La commune est limitée par Přibyslavice à l'ouest et au nord, par Svatoslav au nord-est, par Maršov à l'est, par Javůrek au sud-est, par Domašov au sud, et par Zálesná Zhoř à l'ouest.

## Histoire
La première mention écrite de la localité date de 1095.

## Transports
Lesní Hluboké est desservie par l'autoroute D1 (sortie  168), qui relie Prague à la frontière polonaise en passant par Brno et Ostrava.